# Sierra Nevada Brewing Company
La Sierra Nevada Brewing Company è un'industria della birra americana fondata nel 1979 da Ken Grossman e Paul Camusi (quest'ultimo è andato in pensione e nel 1998 ha venduto le sue azioni a Grossman). Commercializzano birre dal febbraio 1981 a Chico, in California.
Si tratta della seconda più grande industria della birra artigianale negli Stati Uniti, dietro la Boston Beer Company, con circa 600.000 barili all'anno, cioè circa 510.000 ettolitri. Il suo prodotto di spicco è la birra Pale Ale, ma produce anche birre di stagione.
L'industria della birra ha aperto un pub-ristorante, The Sierra Nevada Taproom & Restaurant, come una sala per concerti, The Big Room, situata all'interno delle attrezzature della fabbrica di birra.
Il proprietario della fabbrica di birra è Steve Dressler dal 1983, quando l'industria della birra ebbe un calo e produceva 25 a 30 barili alla settimana. Anche se la Sierra Nevada è a volte designata come una piccola fabbrica, il volume della sua produzione annuale è ormai nella categoria dei fabbricanti di birra artigianale più grossi.
Dal 1987 l'industria si è presentata a tanti concorsi per la birra, vincendo varie medaglie d'oro, argento e bronzo.

## Le birre

### Prodotti di spicco
- Sierra Nevada Pale Ale (con 5,6% di alcool e 37 IBU, vincitrice della medaglia d'oro al Great American Beer Festival, come American Pale Ale nel 1995, 1994 e 1993; come Classic English Pale Ale nel 1992 e come Pale Ale nel 1990, 1989 e 1987).[2]
- Sierra Nevada Porter (con 5,6% di alcool e 40 IBU, classificata al primo posto al California Brewers Festival come Robust Porter nel 2000 e al Colorado State Fair come Porter nel 1996).[3]
- Sierra Nevada Wheat (con 4,4% di alcool e 27 IBU, vincitrice della medaglia d'argento al California State Fair come American Wheat nel 2000).[4]
- Sierra Nevada Stout (con 5,8% di alcool e 60 IBU, vincitrice della medaglia d'oro al California State Fair come Stout, Sweet & Foreign nel 2000).[5]

### Birre limitate
- Celebration Ale (con 6,8% di alcool e 62 IBU, vincitrice della medaglia d'oro al United States Beer Tasting Championship come IPA nel 1994, classificata al primo posto al Chicago Beer Society nel 1996, vincitrice della medaglia d'argento al California State Fair come IPA nel 1999 e al Great American Beer Festival come IPA nel 2002).[6]
- Summerfest (con 5% di alcool e 32 IBU, vincitrice della medaglia d'oro al California State Fair come European Light Lagers nel 1999).[7]
- Bigfoot Barleywine Style Ale (con 9,6% di alcool e 90 IBU, vincitrice della medaglia d'oro al California State Fair come Strong Ale/Barleywine nel 2005, 2000 e 1997 e al Great Alaska Beer & Barleywine Festival come Barleywine Style Ale nel 1998 e al Great American Beer Festival come Barleywine nel 2005, 1995, 1992, 1988 e come Ales nel 1987).[8]
- Anneversary Ale (con 5,9% di alcool e 46 IBU)
- Harvest Fresh Hope Ale (con il 6,7% di alcool e 60-65 IBU)

### Birre speciali
- India Pale Ale (con il 6,9% di alcool, fermentata usando una miscela dei malti inglesi).
- Brown Ale (fermentata con una miscela dei malti arrostiti e caramellati, di colore marrone).
- Crystal Wheat (fermentata usando due terzi di malto di frumento e un terzo dell'orzo, di colore biondo chiaro).
- Blonde Ale (fermentata usando il malto di Maris Otter)
- Best Bitter Ale (fermentata usando i malti ed i luppoli inglesi importati, color rame)
- Ruthless Weiss Beer (fermentata con il lievito speciale con un gusto di mele e banane)